# Маргарита Австрийская (1480—1530)
Маргарита Австрийская (10 января 1480, Брюссель — 1 декабря 1530, Мехелен) — дочь императора Священной Римской империи Максимилиана I и Марии Бургундской, эрцгерцогиня Австрийская, в замужестве герцогиня Савойская (1501—1504), штатгальтер Испанских Нидерландов (1507—1530).

## Помолвка
Была воспитана при французском дворе, поскольку по договору 1482 года предназначалась в жёны Карлу VIII. После расторжения помолвки и женитьбы Карла VIII на Анне Бретонской в 1491 году, в связи с разгоревшимся по этому поводу конфликтом со Священной Римской Империей, оставалась во Франции, фактически являясь заложницей. После примирения возвратилась в 1493 году к своему отцу.
Сохранился её портрет кисти Муленского мастера, придворного живописца герцогов Бурбонских.

## Первая свадьба
В 1497 году была выдана замуж за инфанта Хуана, сына Изабеллы Кастильской и Фердинанда II Арагонского. Но через 6 месяцев её муж, наследник испанской короны, скончался. Маргарита в момент смерти мужа была на 6-м месяце беременности. Ребёнок родился мёртвым. Таким образом, права инфанта Хуана на наследование перешли к его сестре Изабелле Португальской, а затем после её смерти и смерти её сына Мигела, к другой сестре — будущей Хуане Безумной, бывшей замужем за братом Маргариты Филиппом Бургундским.

## Вторая свадьба и вдовство

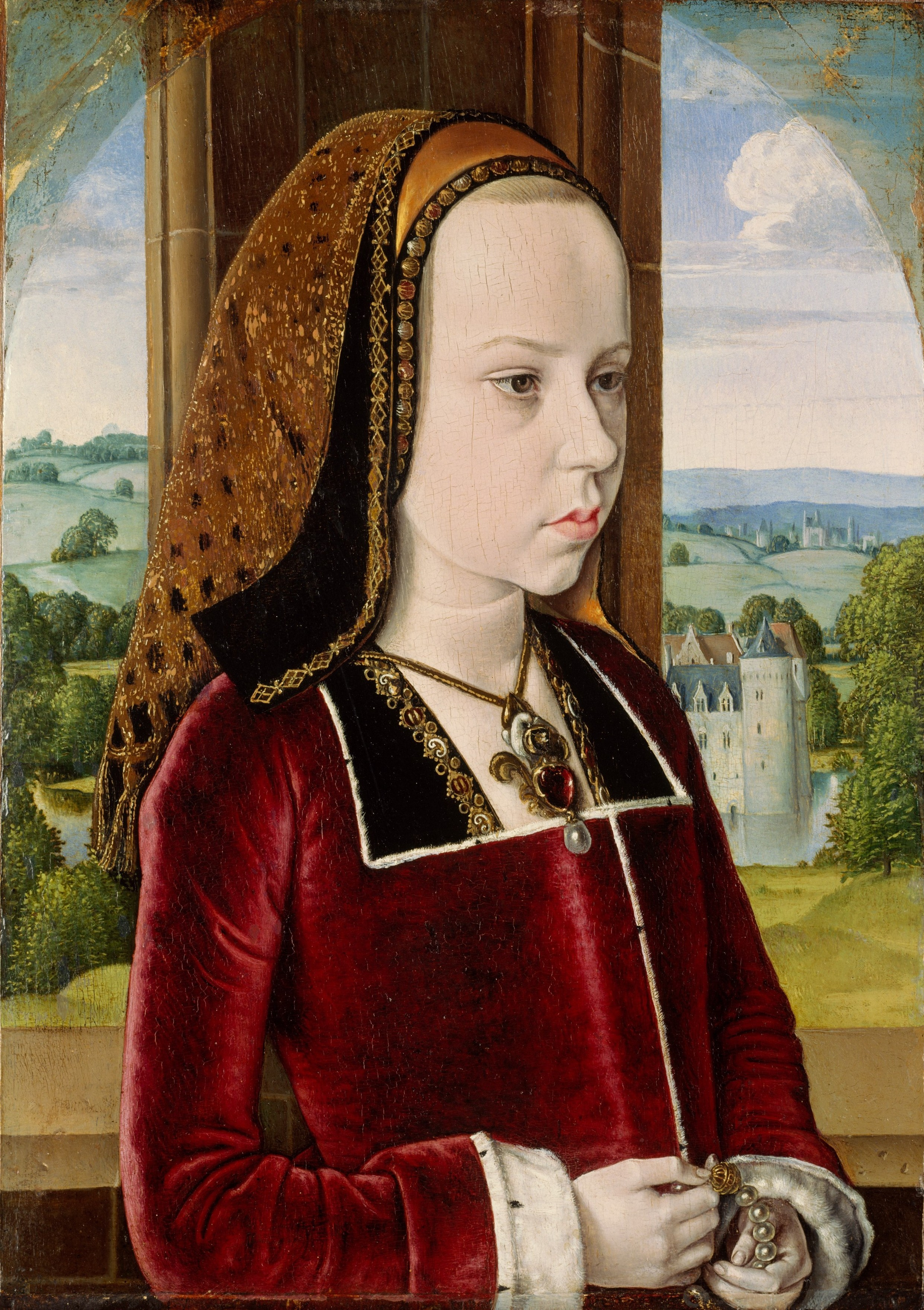
Портрет Маргариты Австрийской в возрасте 10 лет. Муленский мастер, Музей Метрополитен.

В 1501 году она вышла замуж за Филиберта II, герцога Савойского, который скончался через три года. Этот брак был бездетным. В 1507—1515 годах Маргарита была правителем габсбургских Нидерландов, воспитателем и единственной «матерью» своего племянника, будущего императора Карла V, и его любимой сестры — Элеоноры.
Маргарита выступала как посредник между своим отцом и его подданными в Нидерландах, способствовала торговому миру с Англией, заинтересованной во фламандской торговле, и играла роль в формировании Камбрейской лиги (1508).

## Второе штатгальтерство
После своего совершеннолетия в 1515 году Карл стал сопротивляться её влиянию. Но вскоре понял, что тётка Маргарита является одним из его наиболее мудрых советников, и снова сделал её правительницей Нидерландов после паузы в 4 года (1519-30). На этой должности она оставалась до самой своей смерти.
В 1529 году совместно с Луизой Савойской она способствовала Камбрейскому миру, т. н. Paix des Dames.

## Покровительство искусствам

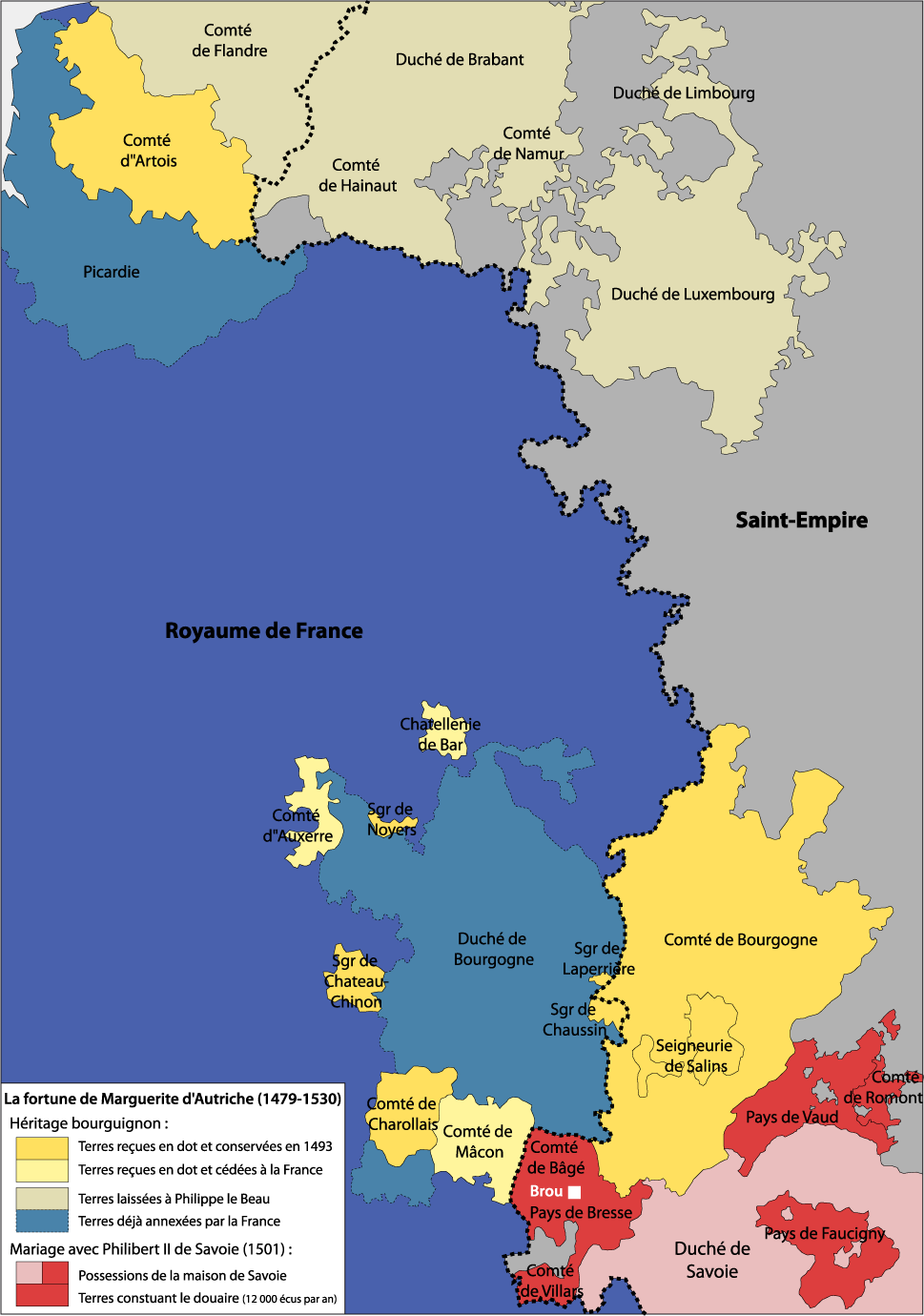
Территории под управлением Маргариты Австрийской

Маргарита, получившая хорошее гуманитарное образование, покровительствовала искусствам и наукам. Сама герцогиня играла на нескольких инструментах, писала стихи. Её двор в Мехелене посещали выдающиеся гуманисты, в том числе Эразм Роттердамский. Она располагала богатой библиотекой, в которой среди прочего хранились литургические книги (в том числе, возможно, великолепно иллюстрированный часослов герцога Беррийского), исторические хроники, литературные сочинения (в том числе Кристины Пизанской), «песенники» с музыкой Жоскена Депре, Йоханнеса Окегема, Якоба Обрехта и Пьера де ла Рю (последний написал ряд шансон на стихи Маргариты). При дворе Маргариты постоянно работали художники, в том числе так называемый Мастер Магдалины и Питер ван Конинксло.

## Кончина и итоги
Маргарита скончалась в Мехелене. Своим единственным наследником она назвала племянника Карла V. Погребена во французском городе Бурк-ан-Бресе, где после смерти второго мужа основала монастырь в память о нём.
Рядом с Мехеленским собором ныне стоит её статуя. Время правления Маргариты было периодом мира и процветания для Нидерландов, несмотря на то, что протестантская Реформация начинала набирать обороты, особенно на севере страны. Первые протестанты в Нидерландах были сожжены между 1524—1525 годами.
Маргарита имела некоторые проблемы с тем, чтобы держать под контролем Карла, герцога Гелдерна. Она смогла заставить его подписать мирный договор в Горинхеме в 1528 году, но до конца своего правления эту проблему не решила.